# About a Girl (Film)
About a Girl ist eine deutsche Tragikomödie von Mark Monheim (Regie, Drehbuch) und Martin Rehbock (Produktion, Drehbuch) aus dem Jahr 2015.

## Handlung
Charleen ist 15 Jahre alt und hat ein Faible für den Tod. Sie hört nur Musik von verstorbenen Musikern, sammelt Fotografien verendeter Tiere in einem Album und macht ein Berufspraktikum beim Bestatter. Aus einer rebellischen Laune heraus beschließt sie eines Tages sich umzubringen und steigt mit einem Föhn in die Badewanne. Der Selbstmordversuch scheitert, weil im entscheidenden Moment ihre Freundin Isa anruft. Charleen wacht im Krankenhaus wieder auf und steht plötzlich im Fokus der Aufmerksamkeit – dabei wollte sie einfach nur ihre Ruhe haben. Ihre Mutter Sabine, der von der Familie getrennt lebende Vater Jeff, Sabines neuer Freund Volker, ihre geliebte Oma Emmi, ihre Freundin Isa: Alle stellen Fragen, alle machen sich Sorgen. Außerdem muss Charleen eine Therapie bei dem skurrilen Psychotherapeuten Dr. Frei machen und dann taucht auch noch eine Frau vom sozialpsychiatrischen Dienst auf und nimmt die Familie unter die Lupe.
Beim Therapeuten begegnet Charleen ihrem Mitschüler Linus, der sie mit Witz und Beharrlichkeit umwirbt, obwohl sie ihn als „blöden Streber“ bezeichnet. Nach und nach entwickelt sich zwischen den beiden eine humorvolle Freundschaft und schließlich kommt es sogar zu einem ersten Kuss. Doch dann wird Charleens neugewonnener Lebensmut auf die Probe gestellt: Linus macht einen Rückzieher, Charleen und Isa streiten sich heftig und ihre geliebte Oma Emmi stirbt. Dieses einschneidende Ereignis führt Charleen vor Augen, dass das Leben ein Geschenk ist, das man nicht wegwerfen darf. Sie versöhnt sich mit Isa und küsst Linus ein zweites Mal.

## Produktion
Produziert wurde About a Girl von Martin Rehbock (Imbissfilm). Uli Aselmann (die film GmbH) und der Bayerische Rundfunk fungierten als Ko-Produzenten. Das Projekt wurde vom FilmFernsehFonds Bayern, von der Filmförderungsanstalt und vom Deutschen Filmförderfonds finanziell unterstützt. Die Dreharbeiten fanden von Mitte Juli bis Ende August 2013 in Bamberg, Fürth und München statt.
Die Welturaufführung fand Ende September 2014 auf dem Festival do Rio (Rio de Janeiro International Film Festival) statt; im Oktober 2014 folgte die Europa-Premiere auf dem Rome International Filmfestival und die Deutsche Erstaufführung auf den 48. Internationalen Hofer Filmtagen. Seitdem wurde der Film auf vielen weiteren nationalen und internationalen Festivals gezeigt und mit zahlreichen Preisen ausgezeichnet, darunter drei Publikumspreisen.
About a Girl startete am 6. August 2015 in den deutschen Kinos, im Verleih von NFP* marketing und distribution. In Polen startete der Film bereits am 27. März 2015. Seit Januar 2016 ist der Film auf DVD oder per Video-on-Demand erhältlich.
Die Erstausstrahlung einer auf 90 Minuten gekürzten TV-Fassung in der ARD verfolgten am 10. Mai 2017 zur Primetime rund 4 Millionen Zuschauer.

## Hintergrund
Der Arbeitstitel des Films lautete Charleen macht Schluss. Der jetzige Titel ist an den gleichnamigen Song der Band Nirvana angelehnt, da die Protagonistin Charleen ein großer Kurt-Cobain-Fan ist.
About a Girl ist das Langfilmdebüt von Mark Monheim, der Absolvent der Hochschule für Fernsehen und Film München ist und für seinen Abschlussfilm Mit sechzehn bin ich weg mit dem First Steps Award 2008 ausgezeichnet wurde.

## Musik
Für den Soundtrack zu About a Girl wurden in Zusammenarbeit mit jungen deutschen Musikern zahlreiche Songs komponiert. Der Filmkomponist Sebastian Pille fungierte hier auch als Music-Supervisor, Songwriter und produzierte das Soundtrackalbum, der Musikproduzent Ralf Christian Mayer verantwortete die Aufnahmen im Gismo7-Studio im spanischen Motril. Beteiligte Bands und Künstler sind: Angela Aux (Florian Kreier) aus München, Cat Stash aus Regensburg, Livy Pear aus Berlin, die Monday Tramps aus München, Nick & June aus Nürnberg, AVEC (früher NOrah) aus Österreich, Florian Ostertag aus Stuttgart und die Berliner Band Pictures.
In Zusammenarbeit mit dem Bayerischen Rundfunk entstand die halbstündige Dokumentation Jeder Tag ein Song über die Soundtrack-Aufnahmen, die zum Kinostart im August 2015 als Kino Kino Extra im Bayerischen Fernsehen ausgestrahlt wurde.

## Rezeption
Bei der deutschen Erstaufführung in Hof wurde About a Girl vom Publikum gefeiert. Alle drei Vorstellungen waren ausverkauft. Auch von der Presse wurde der Film positiv aufgenommen.
Die Welt meinte About a Girl sei „ein Film der bösen, der schlagfertigen, der morbiden Dialoge – was das deutsche Kino selten kann“. Der Filmdienst bewertete die Tragikomödie als „furiose Adoleszenz-Geschichte, die mit sprachlicher Komik, seltsamen Typen und mitunter monströsem Slapstick besticht und die Figuren auch in absurden Momenten plausibel macht“ und lobte die „hervorragende Inszenierung einer jugendlichen Identitätssuche“. Spiegel online nannte die filmische Erzählung „ein Suchen nach dem Fehler im System“ und analysierte „der Suizidversuch passt rein in das gezeigte Leben und fällt doch gleichsam raus. Irgendwie ergibt er Sinn. Und dann wieder gar nicht. Das ist verstörend. Darin liegt die Intelligenz dieses Films.“ Der Rolling Stone meinte „die Fragen über das Wesen von Freundschaft und Liebe oder den Sinn von Melancholie und Tod bilden das notwendige Gegengewicht zu den schnoddrigen, auf den Punkt geschriebenen Dialogen. Sie machen diesen Film zu einem Kleinod des jungen deutschen Kinos.“ Auch die Frankenpost lobte „glänzende Dialoge aus gepfefferten Zickereien, Vertrauensproben und spröden Gefühlssignalen“ und stellte fest „aus allen Winkeln blitzt viel Witz, dennoch bleibt Raum für tragische Unterfütterung“. Deutschlandradio Kultur hob das „pointierte Drehbuch“ hervor und meinte „sein ungewöhnliches Tempo verdankt der Film vor allem den Dialogen.“ Der Freitag urteilte „der Film erzählt in schöner Schnoddrigkeit vom Erwachsenwerden.“ Unikat nannte den Film „eine Ode an das Leben mit all seinen Höhen und Tiefen. Und so paradox es auch klingen mag, er ist ebenso eine Ode an den Tod, der das Leben erst so wertvoll macht.“ Die Zeitschrift tip hob die schauspielerische Leistung der Hauptdarstellerin hervor: „Jasna Fritzi Bauer ist zwar schon 25, aber ihr kauft man den Teenie problemlos ab. Monheim erzählte, er habe Bauer gefragt, ob sie denn immer noch einen Teenie spielen wolle, und sie sagte: ‚Eigentlich nicht, aber das Drehbuch ist so geil!‘ Recht hatte sie.“ Das Oberbayerische Volksblatt schrieb zur Thematik des Films: „Klingt deprimierend? Im Gegenteil. Selten war ein Film über Suizid so lebensbejahend! Die Dialoge sind witzig, aber niemals albern; zynisch, aber niemals abwertend; leichtfüßig, aber niemals seicht. Hier wird nichts verkitscht, sondern das Leben gnadenlos betrachtet.“
Das italienische Onlinemagazin beSpoke schrieb nach der Europapremiere auf dem Rome International Film Festival „the real standing ovation was for About a Girl by the German director Mark Monheim: protagonist is the fifteen-year-old Charleen, who is going through an adolescent crisis, and from a failed suicide attempt she finds the meaning of a life that is not always lively but not even perpetually dark. Amazing screenplay, incredible the co-protagonists, starting from the headshrinker who lights up the scene with a true smart irony and makes us want to lie down on that couch.“ Das amerikanische Magazin Stage Buddy schrieb „the movie is intelligent and unconventional, sprinkled with a touch of whimsy à la Amelie and  reminiscent of American independent films such as Garden State and Juno. The charismatic Bauer imbues the part with wit and humor“.
Die Frankfurter Allgemeine Zeitung sah den Film hingegen kritischer und urteilte „der Film zeigt, was passiert, wenn ein zu braves Drehbuch einen wilden Teenie gefangen hält.“

## Auszeichnungen
- Emder Drehbuchpreis 2013, Internationales Filmfest Emden-Norderney[21]
- Nominierung für den Förderpreis Neues Deutsches Kino, Internationale Hofer Filmtage 2014[22]
- Young Audience Award „Enfants Terribles“, Gijón International Film Festival 2014[23]
- Bayerischer Filmpreis 2014 für Jasna Fritzi Bauer als beste Nachwuchsdarstellerin[24]
- Prädikat „besonders wertvoll“ durch die Deutsche Film- und Medienbewertung (FBW)[25]
- Mention spéciale, Festival International Ciné-Jeune de l’Aisne 2015[26]
- LEO für den besten Film im Kinder- und Jugendfilmwettbewerb, Filmkunstfest Mecklenburg-Vorpommern 2015[27]
- Bernhard-Wicki-Preis, Internationales Filmfest Emden-Norderney 2015[28]
- NDR-Filmpreis für den Nachwuchs, Internationales Filmfest Emden-Norderney 2015[29]
- Nominierung für den Creative Energy Award, Internationales Filmfest Emden-Norderney 2015
- ECFA Award (European Children’s Film Association), Internationales Kinderfilmfestival LUCAS 2015[30]
- Preis der Schülerjury 10+, Kinofest Lünen 2015[31]
- Nominierung für den Preis der deutschen Filmkritik 2015 in der Kategorie Bestes Spielfilmdebüt[32]
- Nominierung für den deutschen Hörfilmpreis 2016 in der Kategorie Kinofilm für die von Katja Schild gesprochene Audiodeskription[33]

## Festivals
- Rio de Janeiro International Film Festival, Brasilien 2014[34]
- Rome International Film Festival (Alice nella città), Italien 2014[35]
- Internationale Hofer Filmtage 2014[36]
- Gijón International Film Festival, Spanien 2014[37]
- Filmfestival Max-Ophüls-Preis, Saarbrücken 2015[38]
- International Children and Young People’s Film Festival Malmö, Schweden 2015[39]
- Cleveland International Film Festival, USA 2015[40]
- Leeds Young Film Festival, UK 2015[41]
- KINO! Festival of German Films New York, USA 2015[42]
- Stockholm International Film Festival Junior, Schweden 2015[43]
- Dallas International Film Festival, USA 2015[44]
- Filmfest UNG Kristiansand, Norwegen 2015[45]
- Festival International Ciné-Jeune de l’Aisne, St. Quentin, Frankreich 2015[46]
- Minneapolis St. Paul International Film Festival, USA 2015[47]
- Filmkunstfest Mecklenburg-Vorpommern, Schwerin 2015[48]
- Audi Festival of German Films, Australien 2015[49]
- Zlín International Film Festival for Children and Youth, Tschechien 2015[50]
- Deutsches Kinder-Medien-Festival Goldener Spatz, Erfurt/Gera 2015[51]
- Internationales Filmfest Emden-Norderney 2015[52]
- Festival of German Films Madrid, Spanien 2015[53]
- Freiburger Filmfest 2015[54]
- Fünf-Seen-Festival 2015[55]
- Filmkunstwochen München 2015[56]
- Jecheon International Music & Film Festival, Südkorea 2015[57]
- Carrousel international du film de Rimouski, Kanada 2015[58]
- BUSTER Kopenhagen, Dänemark 2015[59]
- Deutsche Filmwoche Buenos Aires, Argentinien 2015[60]
- Internationales Kinderfilmfestival LUCAS 2015[61]
- Sehenswert Film Festival Budapest, Ungarn 2015[62]
- Internationales Filmfestival SCHLINGEL 2015[63]
- Festival des deutschen Films Paris, Frankreich 2015[64]
- Cinemagic International Film & Television Festival Belfast, Nordirland 2015[65]
- Comedy Film Festival Cluj, Rumänien 2015[66]
- German Currents San Diego, USA 2015[67]
- FILEM'ON - International Children’s Film Festival Brüssel, Belgien 2015[68]
- AUGENBLICK - Festival du cinéma en langue Allemand en Alsace, Frankreich 2015[69]
- Kinofest Lünen 2015[70]
- Festival of German Cinema, Peking, Chengdu, Qingdao & Shenzhen,  China 2015[71]
- Zagreb Film Festival, Kroatien 2015[72]
- CINEPÄNZ Kölner Kinderfilmfestival 2015[73]
- Oulu International Children’s and Youth Film Festival, Finnland 2015[74]